# Merger Island
Merger Island (englisch für Fusionsinsel) ist eine 5 km lange und vereiste Insel vor der Westküste der antarktischen Alexander-I.-Insel. Sie liegt in der Einfahrt zum Haydn Inlet.
Luftaufnahmen der US-amerikanischen Ronne Antarctic Research Expedition (1947–1948) dienten 1960 dem britischen Geographen Derek Searle vom Falkland Islands Dependencies Survey für eine Kartierung. Das UK Antarctic Place-Names Committee benannte sie 1986 deskriptiv. Namensgebend ist der Umstand, dass die Insel in den sie umgebenden Eismassen nahezu verschwindet.